# Barthel Beham
Barthel Beham (* um 1502 in Nürnberg; † 1540 in Bologna, Italien) war ein deutscher Maler und Kupferstecher. Er war der jüngere Bruder Hans Sebald Behams und scheint zunächst von diesem gelernt zu haben. Der künstlerische Einfluss Albrecht Dürers war anfangs unübersehbar, jedoch wandte sich Barthel Beham immer stärker der italienischen Hochrenaissance zu. Er wurde ein überaus gefragter Kupferstecher und Porträtist.

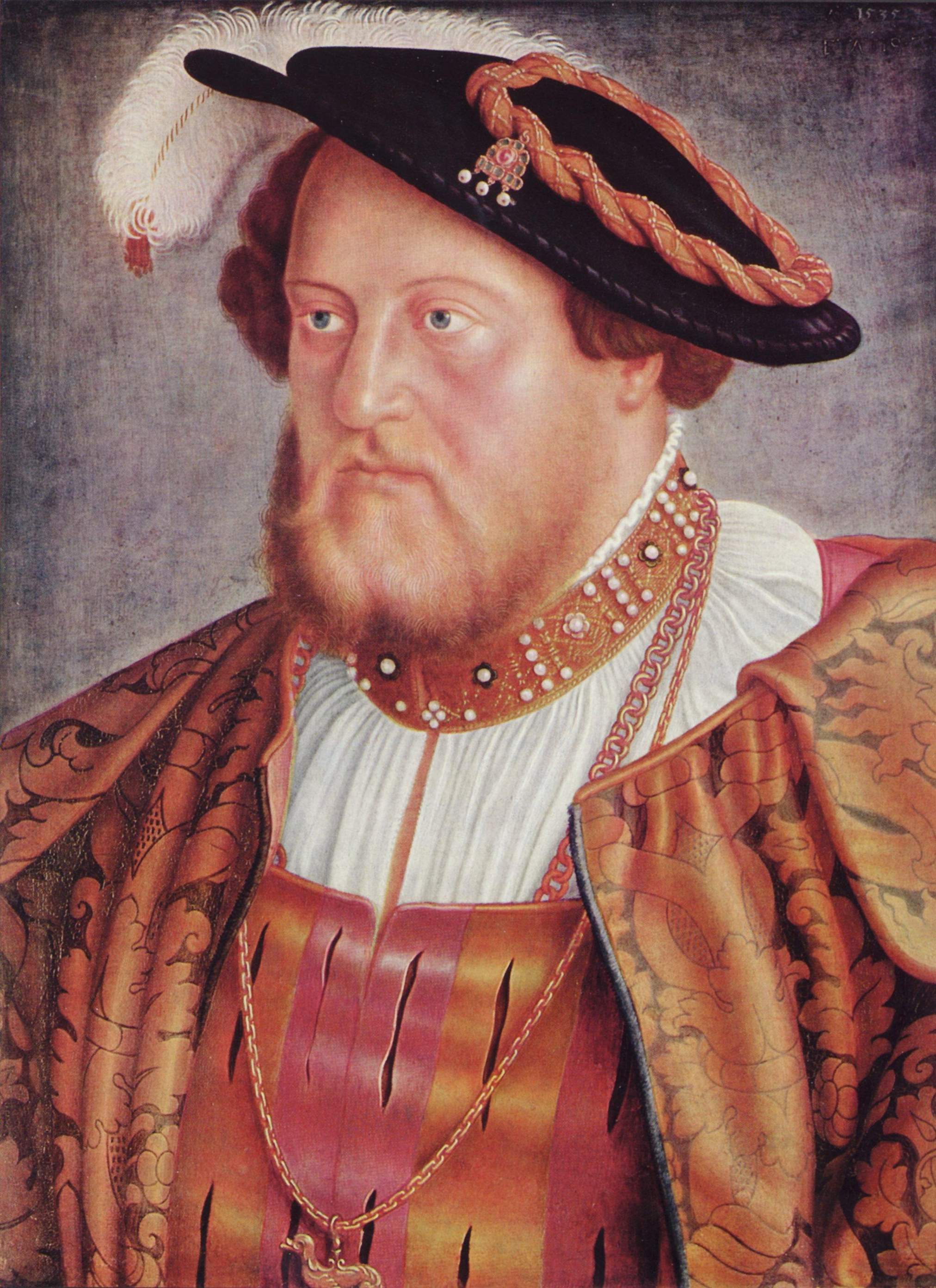
Porträt des Pfalzgrafen Ottheinrich, 1535

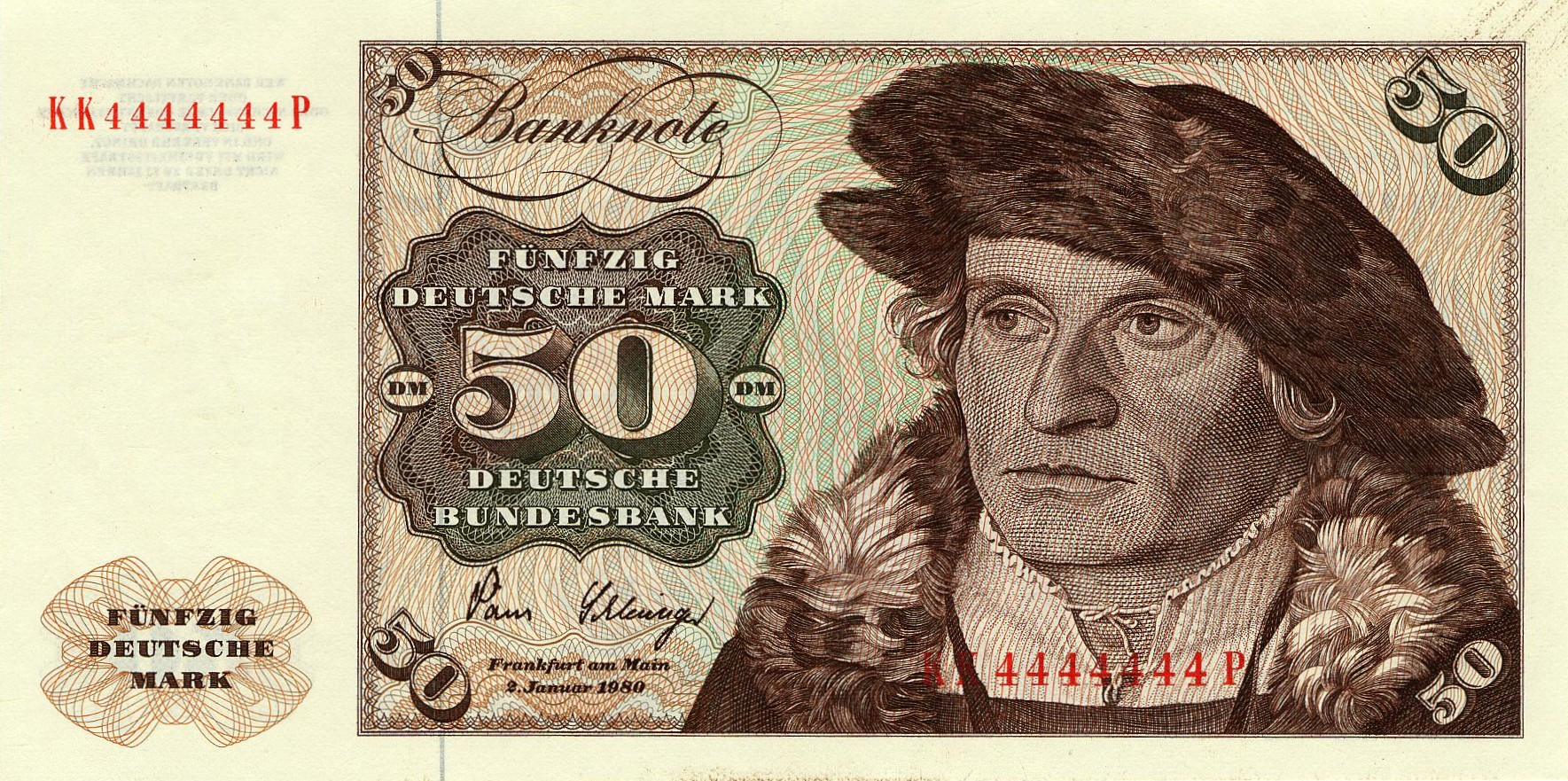
Ein Ausschnitt aus dem Bildnis des Hans Urmiller mit seinem Sohn von Barthel Beham wurde für den 50-Mark-Schein der dritten Serie seitenverkehrt verwendet

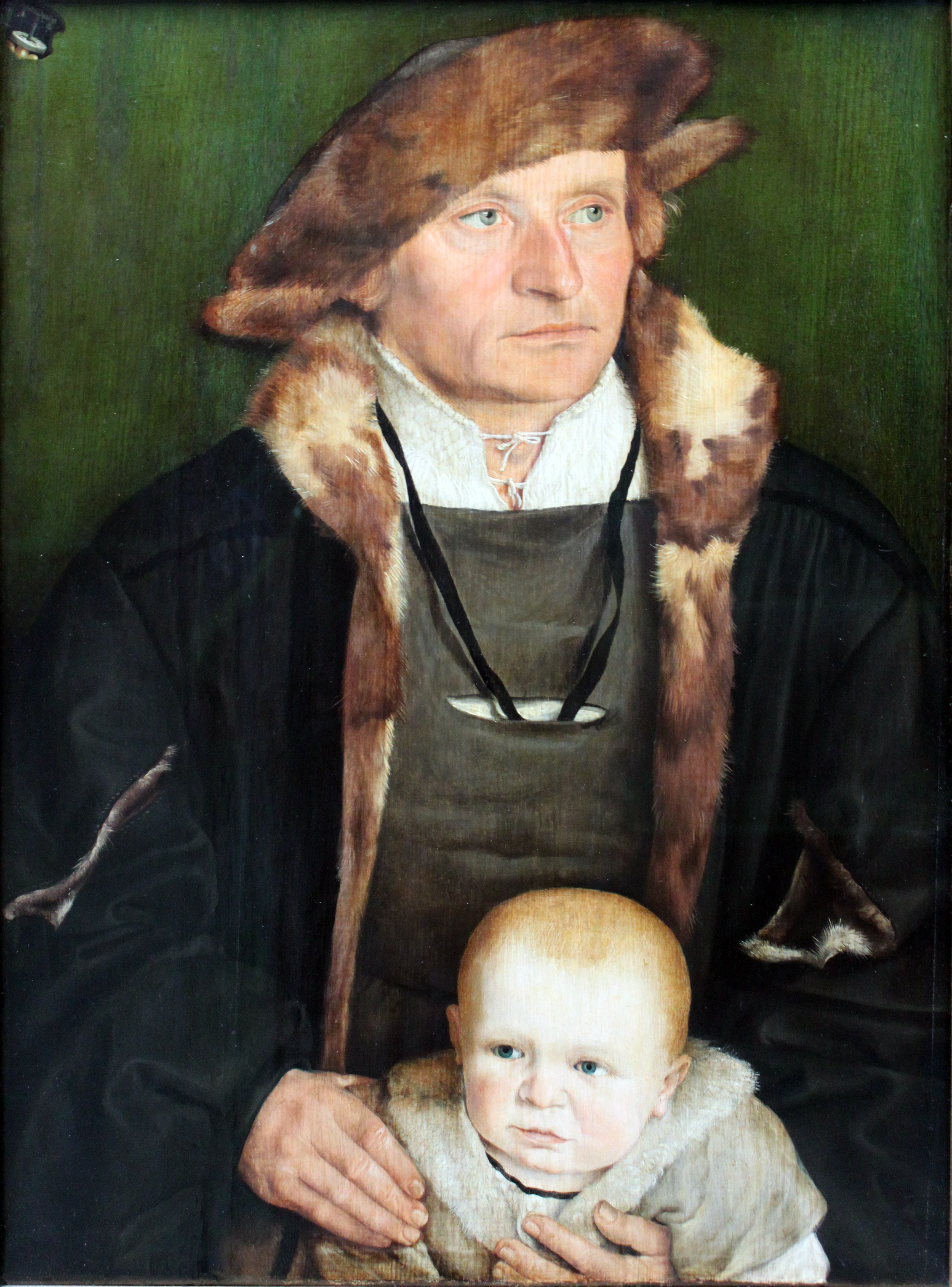
1525 Beham, Hans Urmiller mit seinem Sohn im Städel Museum Frankfurt

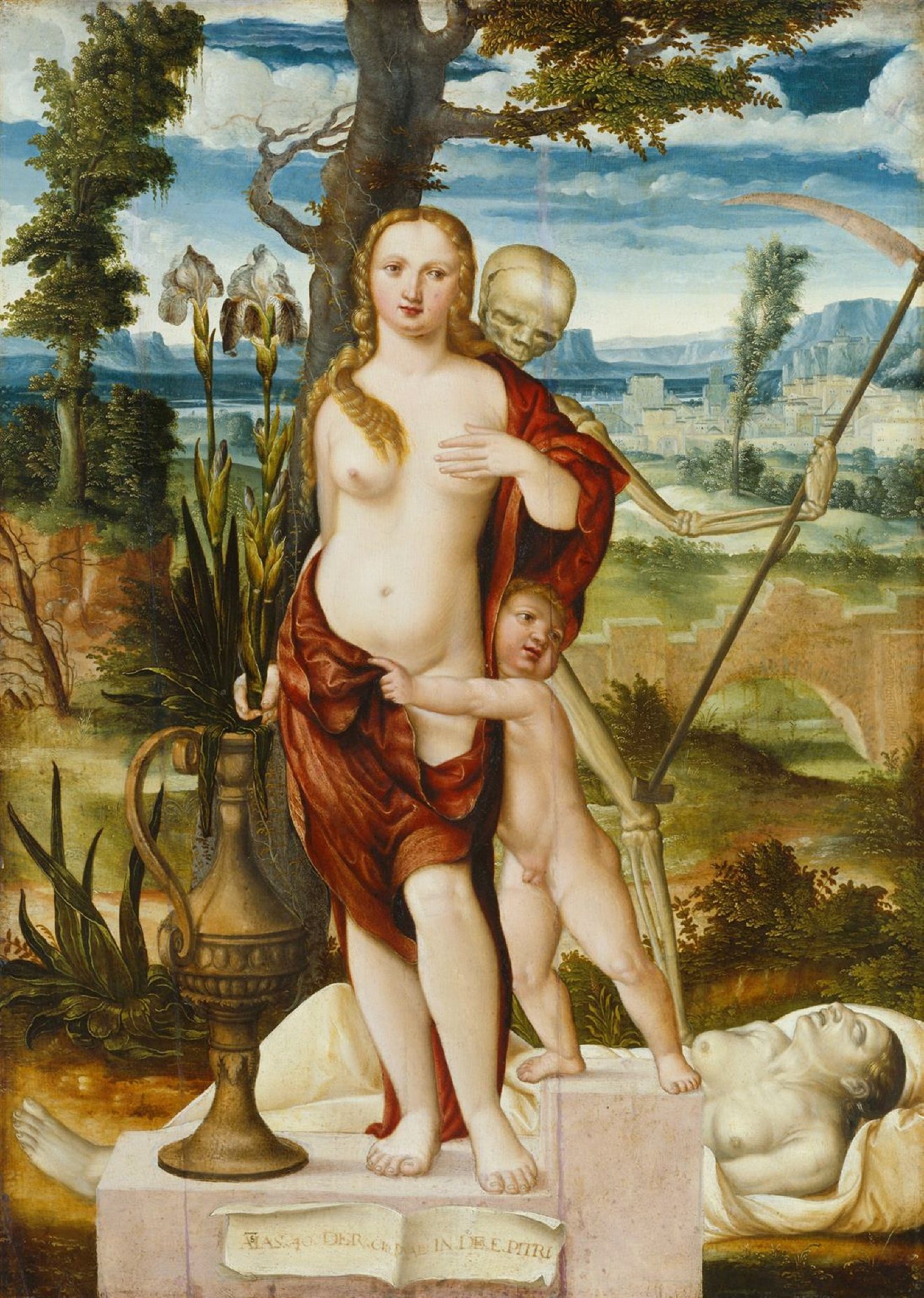
Vanitas, 1540, Hamburger Kunsthalle

## Leben
Bereits als Achtzehnjähriger trat Barthel Beham 1520 in seiner Vaterstadt mit auffallend gut gearbeiteten Kupferstichen hervor. 1524, nach einem Aufenthalt Thomas Müntzers in Nürnberg, betätigten sich die Brüder Beham und Georg Pencz, ein Geselle Dürers, religiös und politisch im Sinne des radikalen Flügels der Reformation. Der Rat der Stadt Nürnberg setzte die „drei gottlosen Maler“ und andere „Schwarmgeister“ am 12. Januar 1525 gefangen, unterzog sie einem scharfen Verhör, in dem sich Barthel sehr schroff und hochfahrend verhalten haben soll, und verbannte sie im Einvernehmen mit der Geistlichkeit am 26. Januar 1525 wegen Ketzerei aus ihrer Vaterstadt. In seinem DER WELT LAVF betitelten Kupferstich, einer Darstellung der schlafende, gefesselten Justitia, setzte er sich satirisch damit auseinander.

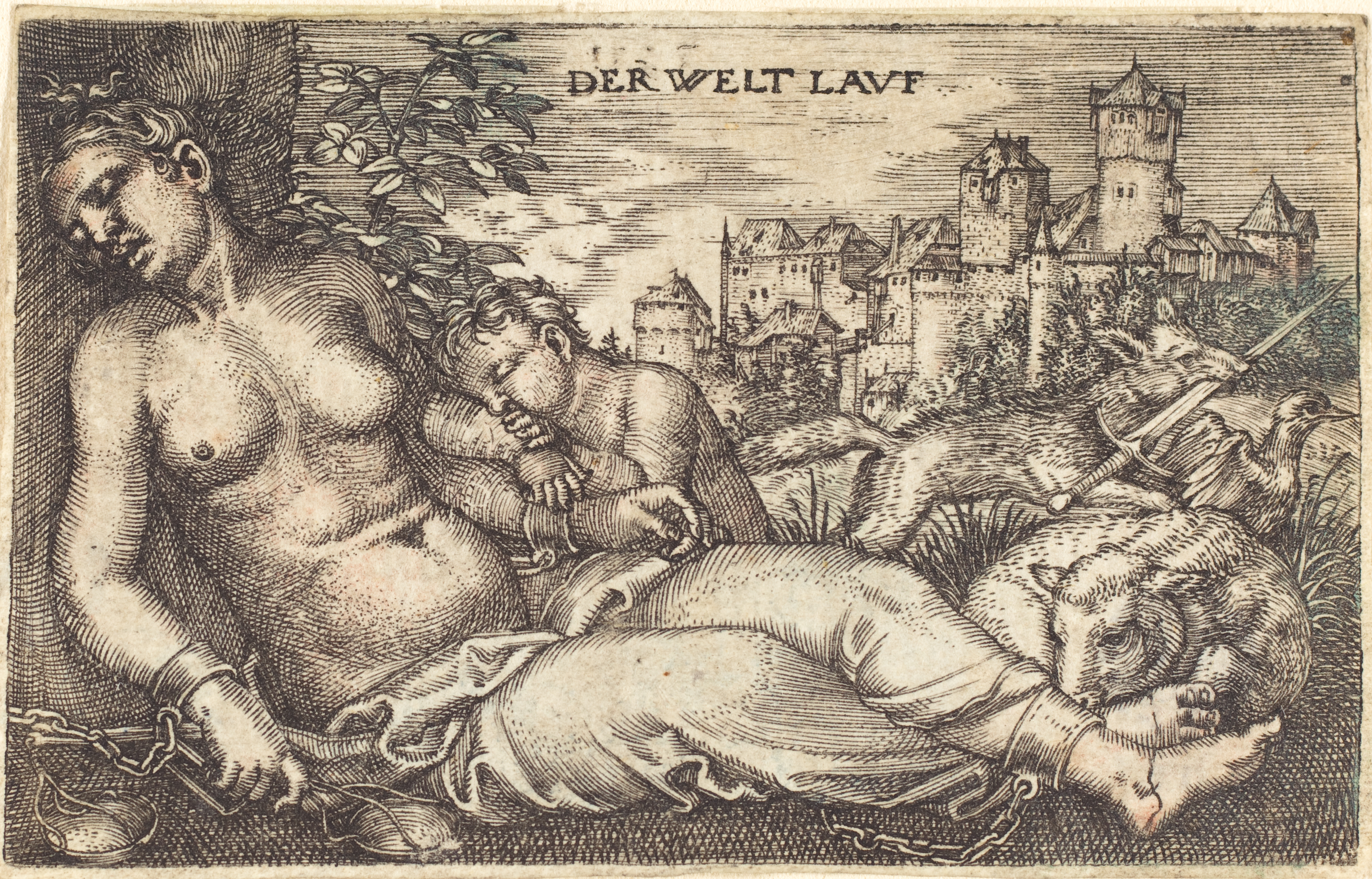
"Der Welt Lauf" (Die schlafende Gerechtigkeit), Kupferstich von 1525

Barthel Beham kehrte bereits acht Monate später nach Nürnberg zurück, kehrte der Stadt jedoch bald den Rücken und zog nach München. Hier arbeitete er zunächst in der Werkstatt von Wolfgang Muelich und trat 1527 als Hofmaler in die Dienste von Herzog Wilhelm IV., einem zwar entschiedenen Gegner der Reformation, aber humanistisch gesinnten Förderer von Kunst und Künstlern. Bald wurden Behams besondere Fähigkeiten als Porträtist erkannt, die ihm zahlreiche Aufträge des Hofes und des Münchner Patriziats einbrachten. 1530 malte er Kaiser Karl V. und dessen Bruder, König Ferdinand von Ungarn und Böhmen, anlässlich ihres feierlichen Einzugs in München. 1530 bis 1535 fertigte er im Auftrag Herzogs Wilhelm IV. die sogenannte großen Wittelsbacher-Serie, eine Bildnisreihe von 14 Familienporträts, beginnend mit dem Porträt des mitregierenden jüngeren Bruders Herzog Ludwig X. Besonders als Kupferstecher zeichnete er sich durch äußerst sorgsam ausgeführte und technisch vollkommene Arbeiten aus. 1540 sandte der Herzog seinen Hofmaler zur Vervollkommnung der malerischen Technik nach Italien, wo Barthel Beham nach kurzer Krankheit im Alter von 38 Jahren verstarb.

## Werke (Auswahl)
- Dame bei der Toilette, 1534 (Augsburg, Schaetzlerpalais)
- Vanitas, 1540 (Hamburger Kunsthalle, Inv. Nr. HK-328)
- Zwei Werke im Museum zu Allerheiligen[3]
- Hans Urmiller mit seinem Sohn (Städelsches Kunstinstitut, Frankfurt am Main)
- Bildnis der Magdalena Neudorffer, Bildnis des Johann Neudorffer (Gemäldegalerie Alte Meister (Kassel))
- Pfalzgraf Ottheinrich, 1535 und Geschichte der hl. Helena, 1530, Alte Pinakothek, München[4]

## Auktionen
- 1825 in Nürnberg: Brustbild einer jungen Frau in altdeutscher Tracht und in fast ganzer Ansicht. (Clara Pfinzing 1522)[5]

## Ausstellung
- 2011: Die gottlosen Maler von Nürnberg – Sebald und Barthel Beham. Albrecht-Dürer-Haus, Nürnberg